# Mantero
De mantero (Coccyzus rufigularis) is een vogel uit de familie van de koekoeken. De vogel is in 1852 door  Gustav Hartlaub geldig beschreven. Het is een bedreigde, endemische vogelsoort op het eiland Hispaniola.

## Kenmerken
De vogel is 45 tot 50 cm lang, het is een grote koekoek, met een zware, gebogen snavel en kenmerkende roodbruine veren op de keel en de borst en een okerkleurige buik. De staart is glanzend zwart met van onder drie witte banden, die worden gevormd door witte uiteinden in de staartveren. Van boven is de vogel grijs.

## Verspreiding en leefgebied
Deze soort is endemisch op het eiland Hispaniola. In Haïti is de vogel praktisch uitgestorven en in de Dominicaanse Republiek zijn er in de nationale parken in het centrale bergland en in de zuidelijk gelegen Sierra de Yamasá nog kleine populaties. De leefgebieden liggen in natuurlijk bos in laagland en heuvelland tot op 900 meter boven zeeniveau. De vogel houdt zich bij voorkeur op in de overgangszone tussen droog bos en vochtig loofbos, maar wordt ook wel aangetroffen in verruigd agrarisch landschap.

## Status
De mantero heeft een beperkt verspreidingsgebied en daardoor is de kans op uitsterven aanwezig. De grootte van de populatie werd in 2016 door BirdLife International geschat op 300 tot 2900 volwassen individuen en de populatie-aantallen nemen af door habitatverlies. Het leefgebied wordt aangetast door ontbossing, waarbij natuurlijk bos wordt omgezet in gebied voor agrarisch gebruik en het hout wordt gebruikt voor het maken van houtskool. Om deze redenen staat deze soort als bedreigd op de Rode Lijst van de IUCN.